# Глухов, Сергей Андреевич
Серге́й Андре́евич Глу́хов (род. 7 января 1993, Троицк, Челябинская область) — российский кёрлингист.
В составе мужской сборной России участник зимних Олимпийских игр 2022 (заняли восьмое место).
Мастер спорта России международного класса (кёрлинг, 2021).
Выступает за клуб ГБУ КК «ЦСП по зимним видам спорта» (Сочи), СДЮШОР Юность-Метар (Челябинск).
Выпускник Уральского государственного университета физической культуры. Магистр в сфере управления физической культурой и спортом.

## Достижения
- Чемпионат России по кёрлингу среди мужчин: золото (2017), серебро (2019, 2020, 2022, 2024, 2025), бронза (2012).
- Кубок России по кёрлингу среди мужчин: золото (2011, 2018), серебро (2010, 2023), бронза (2022).
- Чемпионат России по кёрлингу среди смешанных команд: бронза (2017).
- Кубок России по кёрлингу среди смешанных команд: бронза (2016).
- Чемпионат России по кёрлингу среди смешанных пар: золото (2015).
- Кубок России по кёрлингу среди смешанных пар: серебро (2011).
- Чемпионат мира по кёрлингу среди юниоров: серебро (2013).
- Первенство Европы по кёрлингу среди юниоров: серебро (2011, 2012).
- WCT China open curling 2018: Золото

## Команды
| Сезон                                               | Четвёртый           | Третий            | Второй            | Первый               | Запасной                                                                        | Турниры                                 |
| --------------------------------------------------- | ------------------- | ----------------- | ----------------- | -------------------- | ------------------------------------------------------------------------------- | --------------------------------------- |
| 2009—10                                             | Михаил Брусков      | Артём Шмаков      | Сергей Глухов     | Дмитрий Миронов      | Александр Житняк                                                                | ЧРМ 2010 (9 место)                      |
| 2010—11                                             | Артём Шмаков        | Михаил Брусков    | Сергей Глухов     | Дмитрий Миронов      | Александр Житняк                                                                | КРМ 2010                                |
| 2010—11                                             | Артём Шмаков        | Евгений Архипов   | Сергей Глухов     | Александр Бадилин    | Сергей Манулычев                                                                | ПЕЮ 2011                                |
| 2011—12                                             | Артём Шмаков        | Михаил Брусков    | Сергей Глухов     | Дмитрий Миронов      | Дмитрий Соломатин                                                               | КРМ 2011                                |
| 2011—12                                             | Евгений Архипов     | Сергей Глухов     | Дмитрий Миронов   | Артур Ражабов        | Тимур Гаджиханов                                                                |                                         |
| 2011—12                                             | Евгений Архипов     | Сергей Глухов     | Тимур Гаджиханов  | Артур Али            |                                                                                 | ПЕЮ 2012                                |
| 2011—12                                             | Артём Шмаков        | Сергей Глухов     | Дмитрий Миронов   | Михаил Брусков       | Дмитрий Соломатин                                                               | ЧРМ 2012                                |
| 2012—13                                             | Евгений Архипов     | Сергей Глухов     | Дмитрий Миронов   | Артур Ражабов        | Тимур Гаджиханов                                                                |                                         |
| 2012—13                                             | Евгений Архипов     | Сергей Глухов     | Тимур Гаджиханов  | Артур Али            | Дмитрий Миронов                                                                 | ЧМЮ 2013                                |
| 2013—14                                             | Евгений Архипов     | Сергей Глухов     | Дмитрий Миронов   | Александр Козырев    | Артур Ражабов                                                                   |                                         |
| 2013—14                                             | Сергей Глухов       | Дмитрий Миронов   | Дмитрий Соломатин | ?                    |                                                                                 | КРМ 2013 (7 место)                      |
| 2013—14                                             | Сергей Глухов       | Артур Али         | Дмитрий Миронов   | Тимур Гаджиханов     | Александр Кузьмин                                                               | ЧМЮ 2014 (7 место)                      |
| 2013—14                                             | Алексей Стукальский | Сергей Глухов     | Евгений Архипов   | Пётр Дрон            | Александр Козырев                                                               | ЧМ 2014 (11 место)                      |
| 2014—15                                             | Евгений Архипов     | Александр Козырев | Arthur Kazkalov   | Сергей Глухов        |                                                                                 |                                         |
| 2014—15                                             | Роман Кутузов       | Александр Козырев | Сергей Глухов     | Дмитрий Миронов      |                                                                                 | ЧРМ 2015 (группа Б, )                   |
| 2015—16                                             | Роман Кутузов       | Сергей Глухов     | Александр Козырев | Дмитрий Миронов      |                                                                                 | ЧРМ 2016 (4 место)                      |
| 2016—17                                             | Евгений Архипов     | Сергей Глухов     | Дмитрий Миронов   | Александр Козырев    |                                                                                 | ЧРМ 2017                                |
| 2017—18                                             | Алексей Тимофеев    | Артём Шмаков      | Артур Ражабов     | Евгений Климов       | Сергей Глухов тренеры: Александр Козырев Игорь Минин                            | ЧЕ 2017 (6 место)                       |
| 2017—18                                             | Сергей Глухов       | Александр Козырев | Алексей Сотников  | Никита Игнатков      | Сергей Магарян                                                                  | КРМ 2017 (11 место)                     |
| 2017—18                                             | Алексей Тимофеев    | Сергей Глухов     | Артур Ражабов     | Евгений Климов       | Артём Шмаков тренер: Александр Козырев                                          | ЧМ 2018 (9 место)                       |
| 2017—18                                             | Евгений Архипов     | Артур Али         | Дмитрий Миронов   | Антон Калалб         | Сергей Глухов                                                                   | ЧРМ 2018 (4 место)                      |
| 2018—19                                             | Сергей Глухов       | Артур Али         | Дмитрий Миронов   | Антон Калалб         | Евгений Климов (ЧМ) Александр Козырев (ЧРМ) тренер: Александр Козырев (ЧМ, ЧРМ) | КРМ 2018 · ЧМ 2019 (9 место) · ЧРМ 2019 |
| 2019—20                                             | Сергей Глухов       | Алексей Тимофеев  | Артур Ражабов     | Антон Калалб         | Алексей Тузов тренеры: Александр Козырев, Даниэль Рафаэль                       | ЧЕ 2019 (9 место)                       |
| 2020—21                                             | Сергей Глухов       | Дмитрий Миронов   | Артур Али         | Антон Калалб         | Егор Волков тренер: Александр Козырев                                           | КРМ 2020 (4 место)                      |
| 2020—21                                             | Сергей Глухов       | Дмитрий Миронов   | Артур Али         | Александр Козырев    | тренеры: Александр Козырев, Ефим Жиделев                                        | ЧРМ 2020                                |
| 2020—21                                             | Сергей Глухов       | Евгений Климов    | Дмитрий Миронов   | Антон Калалб         | Даниил Горячев тренер: Александр Козырев                                        | ЧМ 2021 (4 место)                       |
| 2020—21                                             | Сергей Глухов       | Дмитрий Миронов   | Артур Али         | Антон Калалб         | тренеры: Александр Козырев, Ефим Жиделев                                        | ЧРМ 2021 (4 место)                      |
| 2021—22                                             | Сергей Глухов       | Евгений Климов    | Дмитрий Миронов   | Антон Калалб         | Даниил Горячев тренер: Александр Козырев                                        | ЧЕ 2021 (12 место) ЗОИ 2022 (8 место)   |
| 2021—22                                             | Сергей Глухов       | Дмитрий Миронов   | Артур Али         | Антон Калалб         | тренеры: Александр Козырев, Ефим Жиделев                                        | ЧРМ 2022                                |
| 2022—23                                             | Сергей Глухов       | Артур Али         | Евгений Климов    | Антон Калалб         | Дмитрий Миронов тренеры: А.Н. Козырев, Е.А. Жиделев                             | КРМ 2022                                |
| 2022—23                                             | Сергей Глухов       | Евгений Климов    | Дмитрий Миронов   | Антон Калалб         | Артур Али тренеры: А.Н. Козырев, Е.А. Жиделев                                   | ЧРМ 2023 (5 место)                      |
| 2023—24                                             | Дмитрий Миронов     | Сергей Глухов     | Арсений Мешкович  | Антон Калалб         | Артур Али тренеры: Е.А. Жиделев, А.С. Козырев                                   | КРМ 2023                                |
| 2023—24                                             | Сергей Глухов       | Дмитрий Миронов   | Артур Али         | Антон Калалб         | Арсений Мешкович тренеры: Е.А. Жиделев, А.Н. Козырев                            | ЧРМ 2024                                |
| 2024—25                                             | Дмитрий Миронов     | Сергей Глухов     | Захар Сотников    | Александр Полушвайко | Дмитрий Мальцев тренеры: Е.А. Жиделев, Е.И. Азизова                             | КРМ 2024 (8 место) · ЧРМ 2025           |
| Кёрлинг среди смешанных команд (mixed curling)      |                     |                   |                   |                      |                                                                                 |                                         |
| 2009—10                                             | Артём Шмаков        | Дарья Ященко      | Сергей Глухов     | Марина Согрина       |                                                                                 | ЧРСК 2010 (5 место)                     |
| 2010—11                                             | Артём Шмаков        | Дарья Ященко      | Сергей Глухов     | Анна Кунцева         | Михаил Брусков, Марина Согрина                                                  | КРСК 2010 (9 место)                     |
| 2011—12                                             | Дарья Ященко        | Сергей Глухов     | Анна Кунцева      | Дмитрий Миронов      |                                                                                 | КРСК 2011 (11 место)                    |
| 2014—15                                             | Роман Кутузов       | Ольга Жаркова     | Сергей Глухов     | Елена Жучкова        |                                                                                 | ЧРСК 2015 (5 место)                     |
| 2016—17                                             | Сергей Глухов       | ?                 | ?                 | ?                    |                                                                                 | КРСК 2016                               |
| 2016—17                                             | Ольга Жаркова       | Сергей Глухов     | Юлия Портунова    | Дмитрий Миронов      |                                                                                 | ЧРСК 2017                               |
| 2018—19                                             | Сергей Глухов       | Анастасия Эксузян | Егор Волков       | Мария Игнатенко      |                                                                                 | КРСК 2018 (9 место)                     |
| Кёрлинг среди смешанных пар (mixed doubles curling) |                     |                   |                   |                      |                                                                                 |                                         |
| 2010—11                                             | Дарья Ященко        | Сергей Глухов     |                   |                      |                                                                                 | КРСП 2010                               |
| 2011—12                                             | Дарья Ященко        | Сергей Глухов     |                   |                      |                                                                                 | КРСП 2011 (9 место)                     |
| 2014—15                                             | Елена Жучкова       | Сергей Глухов     |                   |                      |                                                                                 | ЧРСП 2015                               |
| 2015—16                                             | Елена Жучкова       | Сергей Глухов     |                   |                      |                                                                                 | КРСП 2015 (5 место)                     |
| 2016—17                                             | Юлия Портунова      | Сергей Глухов     |                   |                      |                                                                                 |                                         |
| 2016—17                                             | Людмила Прививкова  | Сергей Глухов     |                   |                      |                                                                                 | ЧРСП 2017 (5 место)                     |
| 2017—18                                             | Софья Ткач          | Сергей Глухов     |                   |                      |                                                                                 | ЧРСП 2018 (9 место)                     |
| 2018—19                                             | Мария Игнатенко     | Сергей Глухов     |                   |                      |                                                                                 | КРСП 2018 (8 место) ЧРСП 2019 (9 место) |

(скипы выделены полужирным шрифтом)